# The War on Democracy
The War on Democracy (A Guerra Contra a Democracia) é um documentário de 2007 dirigido por Christopher Martin e John Pilger, que também escreveu a narração.  Seu título é uma alusão irônica ao conceito de War on Terrorism (guerra ao terrorismo). O filme foi lançado no Reino Unido em 15 de junho de 2007.

## Sinopse
Com foco nas questões políticas da América Latina, o filme critica tanto a intervenção dos Estados Unidos na política interna dos países estrangeiros, sob a alegação de "Guerra ao Terrorismo".
Grande parte da temática se desenvolve ao redor da figura de Hugo Chávez na Venezuela. Igualmente é descrita a participação da CIA nos golpes de estado contra Jacobo Arbenz, na Guatemala, e Salvador Allende, no Chile. O filme também aborda a situação econômica no Chile, depois da ditadura de Augusto Pinochet, e a ascensão de Evo Morales na Bolívia.

## Recepção
The War on Democracy ganhou o TV Documentary Award da One World Media, em 2008.